# Marine Corps Air Station Miramar

i7
i11
i13
Die Marine Corps Air Station Miramar  (kurz MCAS Miramar, IATA-Code: NKX, ICAO-Code: KNKX, FAA-LID: NKX) ist ein Stützpunkt des United States Marine Corps nahe San Diego im US-Bundesstaat Kalifornien. Auf dem Stützpunkt sind größere fliegende Verbände des Marine Corps für den Einsatz im Pazifik stationiert. Als Kasernenanlage entstanden, war er von 1947 bis 1997 eine Naval Air Station der United States Navy und wurde im Rahmen einer Umorganisation der US-Streitkräfte zum Militärflugplatz des United States Marine Corps.
Die Naval Air Station Miramar war Handlungsort des 1986 erschienenen Kinofilms Top Gun – Sie fürchten weder Tod noch Teufel.

## Geschichte

### Anfänge
In der Umgebung der heutigen Marine Corps Air Station Miramar gab es bereits im späten 19. Jahrhundert Kasernenanlagen, die auch während und nach dem Ersten Weltkrieg verwendet wurden, sowie im Zweiten Weltkrieg. 1943 wurde am Standort der heutigen MCAS ein Marine Corps Air Depot inklusive eines kleineren Flugplatzes eröffnet. Der Stützpunkt diente der Verteilung von ausgebildetem Luftfahrtpersonal des Marine Corps in die Einsätze im pazifischen Raum als auch als Ankunftsort nach den Einsätzen. Zudem wurden Trainingsflüge durchgeführt. Im Mai 1945 wechselte zudem das Hauptquartier der Luftstreitkräfte des Marine Corps für den Pazifik-Schauplatz des Zweiten Weltkrieges von North Island in San Diego nach Miramar. Die Anlagen des Marine Corps wurden mit dem benachbarten Camp Kearney der United States Navy zusammengelegt, nachdem Miramar als Stützpunkt am 1. Mai 1946 offiziell geschlossen worden war.

### Naval Auxiliary Air Station Miramar/Naval Air Station Miramar (1947–1997)
Nachdem die letzten Einheiten des Marine Corps die Station 1947 in Richtung Orange County verlassen hatten, beanspruchte erneut die United States Navy das Gelände und baute sie zunächst zur Naval Auxiliary Air Station Miramar aus. Zeitweise wurden so wenig Flüge des Militärs auf dem Stützpunkt durchgeführt, dass es Überlegungen gab, den Flughafen zu einem zusätzlichen zivilen Flughafen für die Stadt San Diego auszubauen. Die Lage änderte sich allerdings mit dem Beginn des Koreakrieges im Juni 1950. Die Tatsache, dass die Streitkräfte wiederum von der Westküste der USA in Richtung Korea verlegt werden mussten, sorgte dafür, dass das Flugaufkommen in Miramar und auch North Island sprunghaft wieder anstieg.
Im Jahr 1951 wurde mit einem größeren Ausbau begonnen. Zunächst wurden zwei vorhandene Start- und Landebahnen auf eine Länge von 8.000 ft (ca. 2.440 m) ausgebaut, zudem wurden moderne Hangars für Reparaturarbeiten gebaut, zusätzlich weitere Bürogebäude. Bis Mai 1953 waren insgesamt 14 Millionen Dollar ausgegeben worden und die Investition von weiteren 15 Millionen war bereits geplant. Im Mai 1955 wurde der Flugplatz in Mitscher Field umbenannt, zu Ehren von Admiral Marc Andrew Mitscher, der im Zweiten Weltkrieg Flottenverbände im Pazifik geführt hatte. Im August 1958 hatte die gesamte Basis bereits eine Fläche von 4.500 Acres (ca. 1.820 ha) und wuchs bis 1965 auf 7.500 Acres (ca. 3.040 ha) an. Am 3. Mai 1965 kamen noch einmal etwa 7.500 Acres dazu, als das Gelände des ehemaligen Camp Elliott eingegliedert wurde.
Zu Beginn des Vietnamkrieges stellte die United States Navy fest, dass bei den eingesetzten Crews Luftkämpfe im Nahbereich unter Einsatz der Bordkanonen zu hohen Verlusten führten; man hielt in den Jahren vor dem Vietnamkrieg diese Art des Luftkampfes aufgrund von erst kürzlich eingeführten Langstrecken-Luft-Luft-Raketen wie der AIM-7 Sparrow für unnötig, was sich allerdings als Trugschluss herausstellte. Aus diesem Grund wurde 1969 die United States Navy Fighter Weapons School aufgestellt, um diese Methoden des Luftkampfes zu schulen und wieder an die Besatzungen weitergeben zu können. Schnell etablierte sich für diese Ausbildung der Spitzname „Top Gun“ und der Flugplatz wurde als Fightertown bzw. Fightertown USA bezeichnet.
Am 14. Oktober 1972 wurden die ersten beiden mit Grumman F-14 Tomcat ausgerüsteten Einsatzstaffeln (VF-1 und VF-2) auf der Basis aufgestellt. Dieser Flugzeugtyp sollte in den nächsten Jahrzehnten das Rückgrat der auf den Flugzeugträgern eingesetzten Flugzeuge der United States Navy darstellen. Auch das United States Marine Corps überlegte 1974 für kurze Zeit, eine Staffel mit dem Muster auf der NAS Miramar aufzustellen (VMFA-122), entschied sich dann jedoch dafür weiterhin die McDonnell F-4 einzusetzen. Seit dem Juli 1970 wird zudem der Flugverkehr im Großraum San Diego von einer gemeinsamen Flugverkehrskontrollstelle in Miramar gemeinsam mit der Federal Aviation Administration gesteuert. Weitere Einheiten und fliegende Verbände der Navy wurden im Laufe der Jahre in Miramar stationiert (etwa zur Luftraumüberwachung), um Operationen der Flugzeugträger und die Ausbildung der fliegenden Besatzungen für diese Schiffe zu unterstützen.
Mit dem Ende des Kalten Krieges führten die US-Streitkräfte eine Reorganisation durch. Im Rahmen des Base Realignment and Closure Act of 1990 wurde empfohlen und schließlich auch durch den US-Präsidenten und den Kongress verabschiedet, dass die Marine Corps Air Stations Tustin und El Toro (beide gelegen im Orange County, südlich Los Angeles) geschlossen werden und gleichzeitig alle dort stationierten Einheiten des Marine Corps nach Miramar verlegt werden sollten. Gleichzeitig wurde beschlossen, dass das Personal der Navy zu anderen Stützpunkten verlegt wird, die Navy Fighter Weapons School wurde beispielsweise in das Naval Aviation Warfighting Development Center auf der Naval Air Station Fallon in Nevada integriert.

### MCAS Miramar (seit 1997)
Der Stützpunkt wurde am 1. Oktober 1997 offiziell in Marine Corps Air Station Miramar umbenannt. Auch für das Marine Corps stellt MCAS Miramar einer der wichtigsten Stützpunkte für die Ausbildung und Bereitstellung von fliegenden Personal für die weltweiten Auslandseinsätze der US-Streitkräfte dar.
Am 21. Oktober 2017 wurde eine Zeremonie abgehalten, die dem Militärflugplatz die Zusatzbezeichnung Joe Foss Field, der im Zweiten Weltkrieg die Medal of Honor erhielt und unter anderem an der Schlacht um Guadalcanal teilnahm.
In Miramar wurde 2020 die erste Lockheed Martin F-35C für das USMC in Dienst gestellt. Auch weitere Einsatzstaffeln werden hier aufgestellt und deren Personal für Einsatzaufgaben qualifiziert. Die erste auf der MCAS Miramar umgerüstete Staffel, VMFA-314 „Black Knights“, schiffte im Juli 2024 auf die Abraham Lincoln ein und war mit dieser bis Dezember 2024 unter anderem vor dem Horn von Afrika unterwegs, wobei es auch zu bewaffneten Einsätzen über dem Jemen gegen die Huthi kam.

## Einheiten
Marine Corps
- 1st Marine Logistics Group
- Combat Logistics Regiment 15
- 3rd Marine Aircraft Wing
- Marine Wing Headquarters Squadron 3
- Marine Air Control Group 38
- Marine Aircraft Group 11
- Marine Aircraft Group 16
- Marine Wing Support Group 37

Navy
- Navy Personnel Command: Naval Consolidated Brig, Miramar (Militärgefängnis)

Air Force
- Air Force Materiel Command, Air Force Installation and Mission Support Center (Außenstelle)

## Infrastruktur
Der Flughafen ist sowohl nach Sichtflug- als auch nach Instrumentenflugregeln anfliegbar. Auf die Landebahn 24R sind Anflüge mithilfe des Instrumentenlandesystems, RNAV und TACAN möglich.

## Trivia
Der Militärflugplatz wurde einem größeren internationalen Publikum 1986 durch die Veröffentlichung des Kinofilms Top Gun – Sie fürchten weder Tod noch Teufel von Tony Scott mit Tom Cruise und Kelly McGillis in den Hauptrollen bekannt, der zu großen Teilen dort spielt. Cruise absolviert in der Rolle des Lieutenant Pete „Maverick“ Mitchell den Lehrgang für Kampfpiloten an der United States Navy Fighter Weapons School, kurz „Top Gun“ genannt.

## Zwischenfälle
- Am 21. November 1947 stürzte eine Lockheed P-2V Neptune der United States Navy nach dem Start in Miramar in den Pazifik. Von den 11 Personen an Bord überlebten 2 den Absturz und konnten durch ein U-Boot gerettet werden.[9]
- Am  26. Juni 1987 stürzte eine Douglas A-3 der United States Navy nach dem Durchstarten ab, die Landeverfahren für Landungen auf Flugzeugträgern geübt hatte (Field Carrier Landing Practice, FCLP). Alle drei Besatzungsmitglieder kamen ums Leben.[10]
- Am 10. März 2004 stürzte eine Cessna UC-35D Encore des United States Marine Corps im Anflug auf die MCAS Miramar nahe des Interstate 15 ab. Das Flugzeug war auf dem Weg von Grand Junction (Regionalflughafen Grand Junction) in Colorado auf dem Weg zurück nach Miramar.[11] Keiner der 4 Insassen an Bord überlebte.[12]
- Am 8. Dezember 2008 stürzte eine McDonnell Douglas F/A-18D Hornet des United States Marine Corps in ein Wohngebiet nahe Miramar. Der Pilot rettete sich mit dem Schleudersitz, am Boden wurden 4 Menschen getötet.[13]
- Am 24. August 2023 stürzte eine McDonnell Douglas F/A-18D Hornet des United States Marine Corps ab. Der Pilot starb bei dem Absturz.[14]